# 海格立斯 (加利福尼亚州)
海格立斯是美国加利福尼亚州康特拉科斯塔县西部、舊金山灣區東部聖巴勃羅灣岸邊的一座城市，離柏克萊北邊約10英里（16）。市政府建制于1900年12月15日。城市面积约为16.1平方公里，根据2010年人口普查共住有2萬4060人。

## 教育
西康特拉科斯塔聯合學區有学校。